# Biguembia obscura
Biguembia obscura är en insektsart som först beskrevs av Ross 2001.  Biguembia obscura ingår i släktet Biguembia och familjen Archembiidae. Inga underarter finns listade i Catalogue of Life.